# Maesa membranifolia
Maesa membranifolia är en viveväxtart som beskrevs av Carl Christian Mez. Maesa membranifolia ingår i släktet Maesa och familjen viveväxter. Inga underarter finns listade i Catalogue of Life.